# Mevlüt Erdinç
Mevlüt Erdinç (Saint-Claude, Francuska, 25. veljače 1987.) je bivši turski nogometaš i nacionalni reprezentativac. Igrao je na poziciji napadača.

## Karijera

### Klupska karijera
Erdinç je "proizvod" Sochauxove škole nogometa. U prvoj momčadi je debitirao u sezoni 2005./06. te je u svojem debiju protiv Ajaccija zabio gol u posljednjoj minuti za konačnih 1:0. Bio je važan igrač kluba a njegovi golovi spašavali su Sochaux od ispadanja iz Ligue 1.
Samog igrača su u ljeto 2009. godine htjeli su dovesti mnogi klubovi, primjerice engleski premijerligaši Aston Villa, Fulham i Wigan kao i domaći Lyon. Međutim, on je 28. lipnja 2009. godine potpisao četverogodišnji ugovor za PSG dok je vrijednost transfera iznosila devet milijuna eura. Prvi gol za novi klub zabio je u predsezonskoj prijateljskoj utakmici protiv Fiorentine koju je pariška momčad pobijedila s 3:0. S druge strane, prvi prvenstveni gol je zabio u drugom kolu prvenstva u domaćoj 3:1 pobjedi nad Le Mansom. Prema glasovima navijača, Erdinç je tada bio uvršten u idealnu momčad mjeseca (kolovoz 2009.).
U ožujku 2010. godine je zabio prvi hat-trick za PSG u susretu protiv bivšeg kluba Sochauxa. Parižani su taj susret dobili s visokih 4:1. U sezoni 2009./10. bio je najbolji klupski strijelac te treći strijelac prvenstva. Također, te sezone je bio proglašen najboljim igračem Paris Saint-Germaina.
Tijekom sezone 2010./11. odigrao je svega osam prvenstvenih utakmica zbog ozljede. Nakon što je klub 2011. godine kupila katarska investicijska grupa Qatar Investment Authority, u PSG je doveden argentinski napadač Javier Pastore za 42 milijuna eura. Tim potezom je poljuljana Erdinçova pozicija u prvoj momčadi. Unatoč interesima Rennesa, Newcastle Uniteda i Galatasarayja, igrač je odlučio ostati u Parizu.
Mevlüt Erdinç je kod talijanskog trenera Carla Ancelottija igrao jako malo tako da je 25. siječnja 2012. godine napustio klub prešavši u Rennes. Transfer je iznosio 7,5 milijuna eura a igrač je potpisao ugovor na tri i pol godine. Međutim, za Rennes je igrao samo u ljetnom dijelu sezone dok ga 2. rujna 2013. godine kupuje Saint-Étienne.
U 2015. godini Erdinç prelazi u njemački Hannover 96. Tu je potpisao ugovor na tri godine.

### Reprezentativna karijera
Zbog dvostrukog državljanstva, Mevlüt Erdinç je najprije nastupao za francusku U-17 reprezentaciju. Nakon toga je promijenio mišljenje te je bio član turskih U-19 i U-21 selekcija. Za tursku seniorsku reprezentaciju je debitirao 26. ožujka 2008. godine u prijateljskoj utakmici protiv Bjelorusije koja je završila s remijem od 2:2. Tadašnji turski izbornik Fatih Terim uvrstio ga je 10. svibnja 2008. godine na popis reprezentativaca za predstojeći EURO 2008. godine. Ondje je odigrao prvu utakmicu skupine protiv Portugala ali je zamijenjen početkom drugog poluvremena. Također, ušao je u igru u polufinalnom susretu protiv Njemačke.

## Privatni život
Erdinç je dijete turskih emigranata koji su 1973. godine emigrirali u Francusku iz turske provincije Yozgat u središtu zemlje. Zbog toga igrač ima francusko i tursko državljanstvo. Rodni grad Saint-Claude mu je u siječnju 2010. godine dodijelio medalju časti dok francuski mediji njegovo prezime pišu kao Erding.

#### Pogodci za reprezentaciju
| #  | Datum               | Mjesto                 | Protivnik      | Pogodak | Rezultat | Natjecanje                        |
| -- | ------------------- | ---------------------- | -------------- | ------- | -------- | --------------------------------- |
| 1. | 11. listopada 2008. | Istanbul, Turska       | BiH            | 2 : 1   | 2 : 1    | Kvalifikacije za SP u JAR-u 10'   |
| 2. | 16. listopada 2012. | Budimpešta, Mađarska   | Mađarska       | 0 : 1   | 3 : 1    | Kvalifikacije za SP u Brazilu 14' |
| 3. | 14. studenog 2012.  | Istanbul, Turska       | Danska         | 1 : 1   | 1 : 1    | Prijateljska utakmica             |
| 4. | 10. rujna 2013.     | Bukurešt, Rumunjska    | Rumunjska      | 0 : 2   | 0 : 2    | Kvalifikacije za SP u Brazilu 14' |
| 5. | 15. studenog 2013.  | Adana, Turska          | Sjeverna Irska | 1 : 0   | 1 : 0    | Prijateljska utakmica             |
| 6. | 5. ožujka 2014.     | Ankara, Turska         | Švedska        | 1 : 0   | 2 : 1    | Prijateljska utakmica             |
| 7. | 30. svibnja 2014.   | Washington, SAD        | Honduras       | 1 : 0   | 2 : 0    | Prijateljska utakmica             |
| 8. | 31. ožujka 2015.    | Luxembourg, Luksemburg | Luksemburg     | 0 : 1   | 1 : 2    | Prijateljska utakmica             |

## Osvojeni trofeji

### Klupski trofeji
| Klub      | Trofej          | Godina    |
| Francuska | Francuska       | Francuska |
| --------- | --------------- | --------- |
| Sochaux   | Coupe de France | 2007.     |
| PSG       | Coupe de France | 2010.     |

## Vanjske poveznice
- National Football Teams.com